# Khu Ealing của Luân Đôn
Khu Ealing của Luân Đôn (tiếng Anh: London Borough of Ealing) là một khu tự quản Luân Đôn nằm ở Tây Luân Đôn. Trong khu tự quản có Vườn Ngoại ô Brentham và Công viên Bedford.
330 hecta diện tích trong khu tự quản thuộc Vành đai Xanh Thủ đô.